# 中華民國大陸時期貨幣
中华民国大陆时期货币，中國大陸又稱“民国货币”，指1912年至1949年流通于中华民国境内的货币。由于时局多变，各类政权林立，皆自行發行货币。除中华民国政府发行的法定货币外，还有多种地方性以及民间货币。地方性货币如臺灣銀行发行的旧台币和新台币等。而由地方政府、商号、金融机构发行民间货币则更为庞杂。中国共产党政权发行的边币和汪精卫政权发行的中儲券等，由于其政权势力范围较广，亦是当时发行量、流通区域较大的货币。

## 历史

### 建国初期

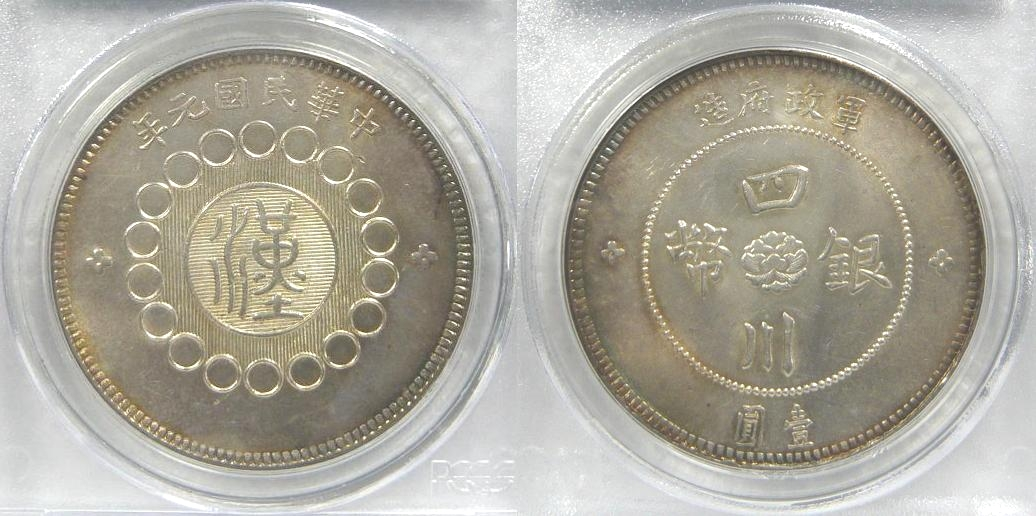
1912中華民國元年(四川軍政府造)“漢”字壹圓

1911年辛亥革命爆发前，以孙中山为首的中国革命党人曾在海外印制并发行了多种筹饷票券，如由位于旧金山的美洲洪门筹饷局于1911年发行的中华民国金币券等。中华民国成立后，南京临时政府发行军用票取代之前清朝的货币，同时宣布脱离清政府独立的各省也发行自己的军用钞票。
民国建国之初，由于币制未立以及战争的影响，金融市场、货币流通均十分混乱。全国范围内仅流通货币就有几十种，有鹰洋、站人、本洋等外国银元，有广东、湖北、江南、安徽等地铸造的各种龙洋，还有吉林币、东三省币、奉天币、造币厂币、北洋币、大清银币等等，严重阻碍经济交流和经济发展。

### 北洋时期

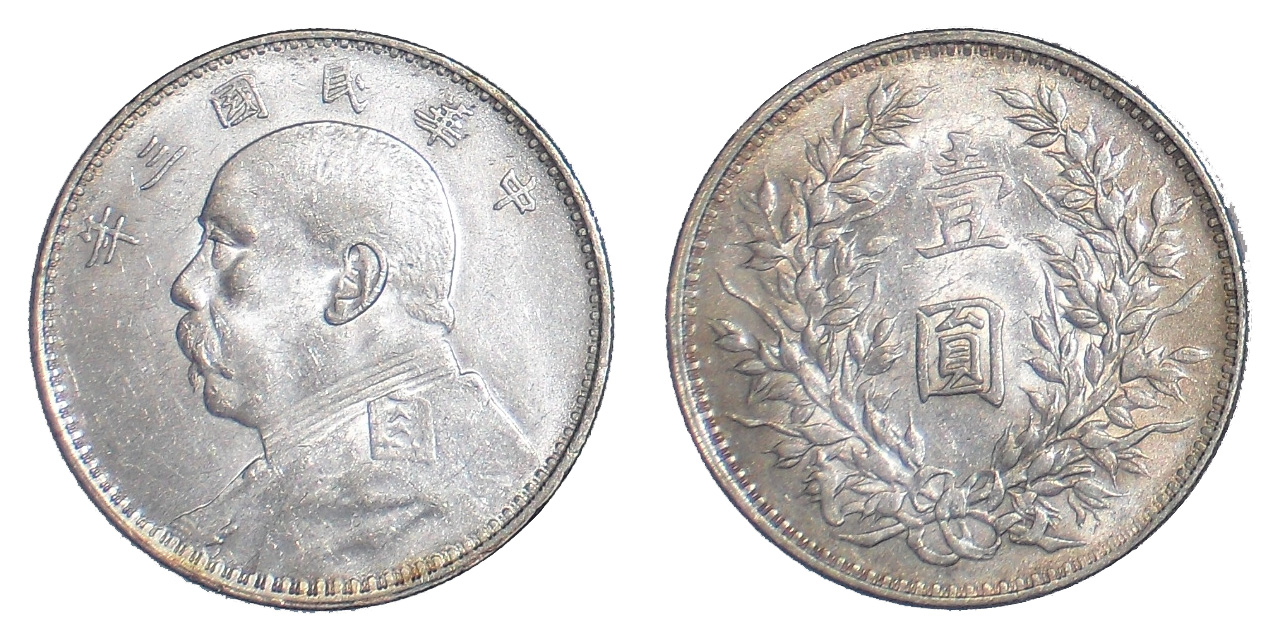
1914中華民國三年袁世凱像壹圓（袁大头）

1912年和1913年，中华民国财政部曾两次设立币制委员会，讨论国家币制的问题，但都无果而终。1914年，币制委员会裁撤，另设国务院币制会议。币制会议决定采用银本位制，并在清末的《币制则例》的基础上制定了《国币条例》及实施细则。1914年2月7日，《国币条例》公布，规定中国采用银本位，定银元为国币。1914年12月及1915年2月，先后由天津造币总厂及江南造币厂开铸一元新银币，即袁大头。1914年3月，设币制局管理全国币制，12月裁撤。1917年，段祺瑞组阁上台，为获得外国借款，复设币制局，由时任财政总长的梁启超兼任币制局总裁，计划逐步将币制改为金本位。1918年8月10日，段内阁以大总统命令公布《金券条例》，但由于多方反对最终并未实施。1917年开始以国币计算税率。1919年，受“五四运动”影响，上海钱业公会宣布抵制外国银元，自此袁头币取得了唯一主币的地位。
《国币条例》施行后，大量收兑旧币，在天津造币总厂和武昌、广州、南京等分厂按条例规定的规格、重量等铸造袁头币。《国币条例》的实施统一了国币币型、成色和分量，在全国绝大部分省份消除了滥铸劣币的行为。袁头币也逐步成为流通领域的主要货币。据1922年数据，袁头币在流通领域已占85%以上，促进了国民经济发展。另一方面，虽然《国币条例》明文规定了银元的无限法偿地位，但由于外国势力的干预，当时仍是银元与银两并用。在对外关系、海关税收、进出口贸易以及大宗交易方面都以银两结算。银元与银两的比价，即所谓洋釐，则时涨时落，影响了银元的主币职能。虽全国商民强烈要求废两改元，但由于外国势力的干涉终未实现。对于辅币则更为混乱，虽然天津造币总厂曾于1916年按照《国币条例》铸发十进制银辅币，并取得了一定的效果，但后来造币总厂被直系军阀把控，滥铸辅币而导致混乱，停铸银辅币。1917年，造币总厂曾试铸铜辅币，但不久无奈停铸。各省则滥铸银角、毫洋、铜钱等各种辅币，造成民国初年辅币的混乱较晚清有过之而无不及。
在纸币方面，北洋时期的各种钞券则更为混乱。1912年12月，袁世凯特许中国银行发行兑换券，1913年1月，交通银行也获得了发行权。1916年，中国银行和交通银行被明令定为国家银行，同年5月，两行被政府迫使停止兑换兑换券，但并非所有分行都执行了这一禁令。除两行外，还有中国通商、四明等银行取得了发行权，中南、劝业等银行取得了专业特殊发行权，除外资银行外，先后发行货币的银行竟仍有三十余家。而从清末到民初，外国势力一直对中国的币制金融粗暴干涉，众外资银行多在中国各地擅自发行钞票，据1925年数据，外国银行在中国发行的钞票数额竟超过所有本土银行发行的总和。

### 國民政府時期至国府迁台前
| 省份   | 调查区域               | 货币种类                                       | 货币种类                                                | 货币种类                           | 货币种类                                    |
| 省份   | 调查区域               | 外国银元                                       | 中国银元                                                | 银角                               | 铜元                                        |
| ------ | ---------------------- | ---------------------------------------------- | ------------------------------------------------------- | ---------------------------------- | ------------------------------------------- |
| 安徽   | 蚌埠及附近地方         | 鹰洋、站人洋、本洋（少量）                     | 孙小头、袁大头、 龙洋（大清、江南、湖北、广东、北洋）   |                                    | 10文、少量20文                              |
| 安徽   | 芜湖、安庆及附近地方   | 鹰洋、龙洋                                     | 孙小头、袁大头、 龙洋（江南、湖北、广东、大清、北洋）   | 1角和2角                           | 10文                                        |
| 浙江   | 杭州                   | 鹰洋                                           | 孙小头、袁大头、龙洋                                    | 粵毫2角及少量国币2角               | 10文                                        |
| 浙江   | 温州                   | 鹰洋                                           | 孙小头、袁大头、龙洋                                    | 粤毫1角、国币2角                   | 10文                                        |
| 福建   | 福州                   | 日元、站人洋、鹰洋                             | 孙小头、袁大头、龙洋（少量）                            | 粤毫2角、福建2角                   | 10文                                        |
| 福建   | 厦门                   | 鹰洋、日元                                     | 孙小头、袁大头                                          | 袁大头1角和2角，粤毫1角和2角       | 10文                                        |
| 河南   | 河南                   | 站人洋                                         | 孙小头、袁大头、龙洋                                    |                                    | 20文、少量10文、极个别地方流通50文          |
| 河北   | 张家口                 | 站人洋                                         | 孙小头、袁大头、 龙洋（北洋、大清）                     | 20文、少量10文                     |                                             |
| 河北   | 保定                   | 站人洋                                         | 孙小头、袁大头、 龙洋（北洋、大清造币，北洋机器厂）     | 20文、极少10文                     |                                             |
| 河北   | 北平                   | 站人洋                                         | 孙小头、袁大头、 龙洋（大清、北洋造币，北洋机器厂）     | 20文、极少10文                     | 龙凤银币1角                                 |
| 河北   | 石家庄                 | 站人洋                                         | 孙小头、袁大头、 龙洋（大清、湖北、江南）               | 20文、极少10文                     |                                             |
| 河北   | 天津                   | 站人洋                                         | 孙小头、袁大头、龙洋                                    | 20文、极少10文                     | 龙凤银币1角和2角                            |

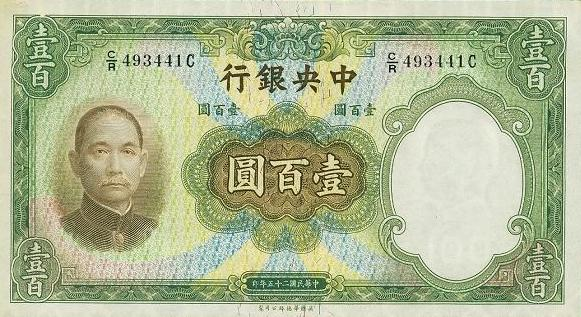
1936年发行的100元法币

| 湖南   | 湖南                   | 鹰洋（罕见且需贴水）                           | 孙小头、袁大头、 龙洋（大清、湖北、江南）               | 除南部外无流通                     | 20文 西北部等地流通50、100、200文和少量10文 |
| 湖北   | 汉口                   | 鹰洋（罕见且需贴水）                           | 孙小头、袁大头、龙洋                                    |                                    | 20文                                        |
| 湖北   | 沙市及宜昌             |                                                | 孙小头、袁大头、 龙洋（湖北）                           | 20文、50文及少数10文               |                                             |
| 湖北   | 汉江流域（襄阳至汉中） | 孙小头、袁大头、 个别城市流通龙洋              | 20文、50文、100文、200文及少数10文 各处流通种类不尽相同 |                                    |                                             |
| 甘肃   | 甘肃东部               | 站人洋                                         | 孙小头、袁大头、 龙洋（北洋）                           | 个别地方通行1角和2角               | 10文、20文及少数50文、100文                 |
| 江西   | 九江                   | 日元、鹰洋（均未普遍通行且需贴水）             | 孙小头、袁大头、龙洋                                    |                                    | 10文及少数20文                              |
| 江西   | 南昌                   | 日元、鹰洋（均未普遍通行且需贴水）             | 孙小头、袁大头、龙洋                                    |                                    | 10文及少数20文                              |
| 上海   | 上海                   | 鹰洋                                           | 孙小头、袁大头、 龙洋（江南、湖北、广东、大清）         | 粤毫2角、江南2角、湖北2角及少数1角 | 10文                                        |
| 上海   | 镇江                   | 鹰洋                                           | 孙小头、袁大头、 龙洋（湖北、广东、大清）               | 粤毫2角及少数1角                   | 10文                                        |
| 上海   | 南京                   | 鹰洋                                           | 孙小头、袁大头、 龙洋（江南、湖北、北洋）               | 粤毫2角及少数1角                   | 10文                                        |
| 上海   | 苏州                   | 鹰洋                                           | 孙小头、袁大头、龙洋                                    | 粤毫2角                            | 10文                                        |
| 广西   | 南宁                   | 流通量极低                                     | 流通量极低                                              | 粤毫2角及广西仿制2角               | 10文                                        |
| 广西   | 梧州                   | 流通量极低，有站人洋、鹰洋、坐人洋及袁大头     | 流通量极低，有站人洋、鹰洋、坐人洋及袁大头              | 粤毫2角及广西仿制2角               | 10文                                        |
| 广东   | 广州及汕头以外         | 流通有限，仅北海流通袁大头及坐人洋             | 流通有限，仅北海流通袁大头及坐人洋                      | 粤毫1角和2角                       | 10文                                        |
| 广东   | 汕头                   | 流通有限，有日元、站人洋、鹰洋、袁大头及孙小头 | 流通有限，有日元、站人洋、鹰洋、袁大头及孙小头          | 粤毫1角和2角                       | 10文                                        |
| 贵州   | 贵州                   |                                                | 袁大头、孙小头、龙洋                                    | 2角及少量半圆（5角）               | 10文及若干大面额铜元                        |
| 山西   | 山西                   | 站人洋                                         | 孙小头、袁大头、龙洋                                    |                                    | 20文及少数大面额铜元                        |
| 山东   | 济南                   | 站人洋                                         | 孙小头、袁大头、 龙洋（北洋）                           |                                    | 20文及少量10文和大面额铜元                  |
| 山东   | 青岛                   |                                                | 孙小头、袁大头                                          |                                    | 20文及少量10文                              |
| 陕西   | 陕西                   | 站人洋                                         | 孙小头、袁大头、龙洋                                    | 极少量1角、2角和半圆               |                                             |
| 四川   | 简州                   |                                                | 孙小头、袁大头、龙洋（四川）                            |                                    | 100文                                       |
| 四川   | 成都                   | 龙洋（四川大清）及少量袁大头                   | 龙洋（四川大清）及少量袁大头                            | 川造半圆、滇造半圆                 | 100文、200文                                |
| 四川   | 重庆                   | 孙小头、袁大头及龙洋（四川大清）               | 孙小头、袁大头及龙洋（四川大清）                        | 川造半圆                           | 100文、200文                                |
| 四川   | 江津                   | 袁大头及龙洋（四川大清）                       | 袁大头及龙洋（四川大清）                                | 1角、半圆                          | 200文                                       |
| 四川   | 泸州                   | 袁大头及龙洋（四川大清）                       | 袁大头及龙洋（四川大清）                                | 若干种                             | 100文、200文                                |
| 云南   | 昆明                   | 流通有限，有坐人洋、袁大头、孙小头及龙洋       | 流通有限，有坐人洋、袁大头、孙小头及龙洋                | 银辅币极少，流通镍币               | 流通有限，有10文、20文及50文                |
| 黑龙江 | 黑龙江                 | 银行外市面无流通                               | 银行外市面无流通                                        |                                    |                                             |
| 吉林   | 长春                   |                                                |                                                         | 流通极少，有10文及20文             |                                             |
| 吉林   | 哈尔滨                 |                                                |                                                         | 流通极少，有10文及20文             |                                             |
| 吉林   | 吉林                   |                                                |                                                         | 流通极少，有10文及20文             |                                             |
| 辽宁   | 大连                   | 极少量袁大头                                   | 极少量袁大头                                            | 银辅币极少                         | 流通极少，仅有10文                          |
| 辽宁   | 沈阳                   | 极少量孙小头                                   | 极少量孙小头                                            |                                    |                                             |
| 绥远   | 归化                   | 站人洋                                         | 孙小头、龙洋（北洋）及袁大头                            | 近年已绝迹                         |                                             |

早在1924年，孙中山就在广州设中央银行以代理国库，发行货币，履行国家银行的职能。1928年，北伐胜利后，国民政府开始逐步施行货币改革，主要由宋子文及孔祥熙负责推行。
1931年，中共在中华民国江西省瑞金市建立中华苏维埃共和国，第二年初即成立中华苏维埃共和国国家银行，发行货币。抗日战争和第二次国共内战期间，在中共蘇維埃区裡发行的地方性纸币被称做边币。同一时期，在山东地区中共政权设立北海银行发行北海币。
1935年11月4日，国民政府决定发行法币，以中央银行、中国银行、交通银行三家银行发行的钞票为国家信用法定货币，取代银圆，同时禁止白银流通。
抗日战争和第二次国共内战期间，中国经济长期陷于恶性通货膨胀之中。中华民国政府在1948年发行金圓券取代法币，次年即告失败。而同年7月发行的銀圓券，发行不久即停止流通。另一方面，随着中国共产党取得第二次国共内战胜利，解放区日趋扩大，于1948年发行人民币。最终，中华人民共和国政府在1951年3月开始统一全国货币，后人民币成为唯一的法定货币，结束了自民国以来，中国大陆货币纷乱的情况。

## 货币种类

### 法定货币
銀圓 · 法幣 · 金圓券 · 銀圓券
特殊用途：軍用票 · 國家銀行票 · 商業銀行票 · 地方金融機構鈔票 · 關金券

### 区域性流通货币

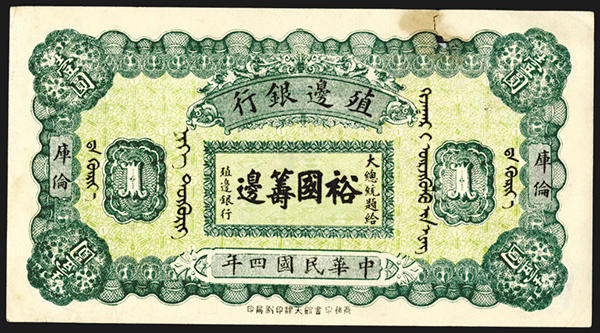
由殖边银行1915年在外蒙古库伦發行的地方货币

| 货币种类                     | 省份     |
| ---------------------------- | -------- |
| 奉票                         | 奉天省   |
| 吉林官帖                     | 吉林省   |
| 哈大洋票                     | 黑龍江省 |
| 滇幣、新滇幣                 | 雲南省   |
| 山西省銀行晉幣               | 山西省   |
| 廣西銀行雙毫券               | 廣西省   |
| 廣東省銀行雙毫券、大洋票     | 廣東省   |
| 東北券                       | 東北九省 |
| 紅錢兌換券、新疆省銀行銀元票 | 新疆省   |
| 舊臺幣、新臺幣               | 臺灣省   |
| 藏幣                         | 西藏噶厦 |
| 蘇聯紅軍票                   | 蘇占滿洲 |

### 民间货币
民间货币相对地方性货币，种类更为庞大，形容为“县有县票、乡有乡票”。多由地方政府、金融机构、商号发行。通行于乡村，或称为土票。

### 中共发行
中华苏维埃共和国货币 · 陕甘宁边区银行券· 晋察冀边区银行券 · 北海银行券 · 冀南银行券 · 西北农民银行券 · 鲁西银行临时流通券 · 淮北地方银号币 · 淮南银行券 · 大江银行币 · 江淮银行券 · 盐阜银行券 · 江南银行券 · 浙东银行券 · 琼崖临时人民政府光银代用券 · 东北银行地方流通券 · 内蒙古人民银行券 · 关东银行券 · 长城银行冀察热辽流通券 · 中州农民银行券 · 南方人民银行券 · 人民幣

### 日本傀儡政权发行
| 货币种类                          | 政權                    |
| --------------------------------- | ----------------------- |
| 中儲券                            | 汪精衛國民政府直轄地區  |
| 聯銀券                            | 國民政府華北政務委員會  |
| 廈門特別市流通券 → 廈門勸業銀行券 | 廈門治安維持會 → 廈門市 |
| 華興商業銀行券                    | 中華民國維新政府        |
| 蒙疆券                            | 蒙疆聯合自治政府        |
| 察南銀行券                        | 察南自治政府            |
| 冀東銀行券                        | 冀東防共自治政府        |
| 滿洲國圓                          | 滿洲國                  |